# Honda Civic 5. Generation
Die fünfte Generation des Honda Civic wurde im Herbst 1991 vorgestellt und bis Anfang 1996 produziert. Das Heck des Dreitürers wurde mit einer horizontal geteilten Heckklappe (dem so genannten Alligator-Tailgate) präsentiert. Sicherheitstechnisch wurde die fünfte Generation mit ABS und Euro-Airbag ausgestattet.
Das Motorenangebot beim Dreitürer umfasst eine Motorenpalette von 1,3 Liter-Vergaser-Triebwerk mit 75 PS bis zum 1,6 Liter-Motor mit zwei obenliegenden Nockenwellen und VTEC-Technik mit 160 PS, die Limousine deckt ein Leistungsspektrum von 90 bis 160 PS ab. Mit dieser Generation werden zwei neue VTEC-Motoren eingeführt, ein SOHC-VTEC- und ein VTEC-E-Motor.
Als Beitrag zur Roadster-Welle kam im Frühjahr 1992 der CRX als Zweisitzer mit herausnehmbaren Dach, der mit einem bis 7600 min−1 drehenden 160 PS starken VTEC-Motor ausgestattet ist.
Im Januar 1994 wurde die Civic-Baureihe mit einem Fünftürer erweitert.

## Dreitürer (Hatchback)

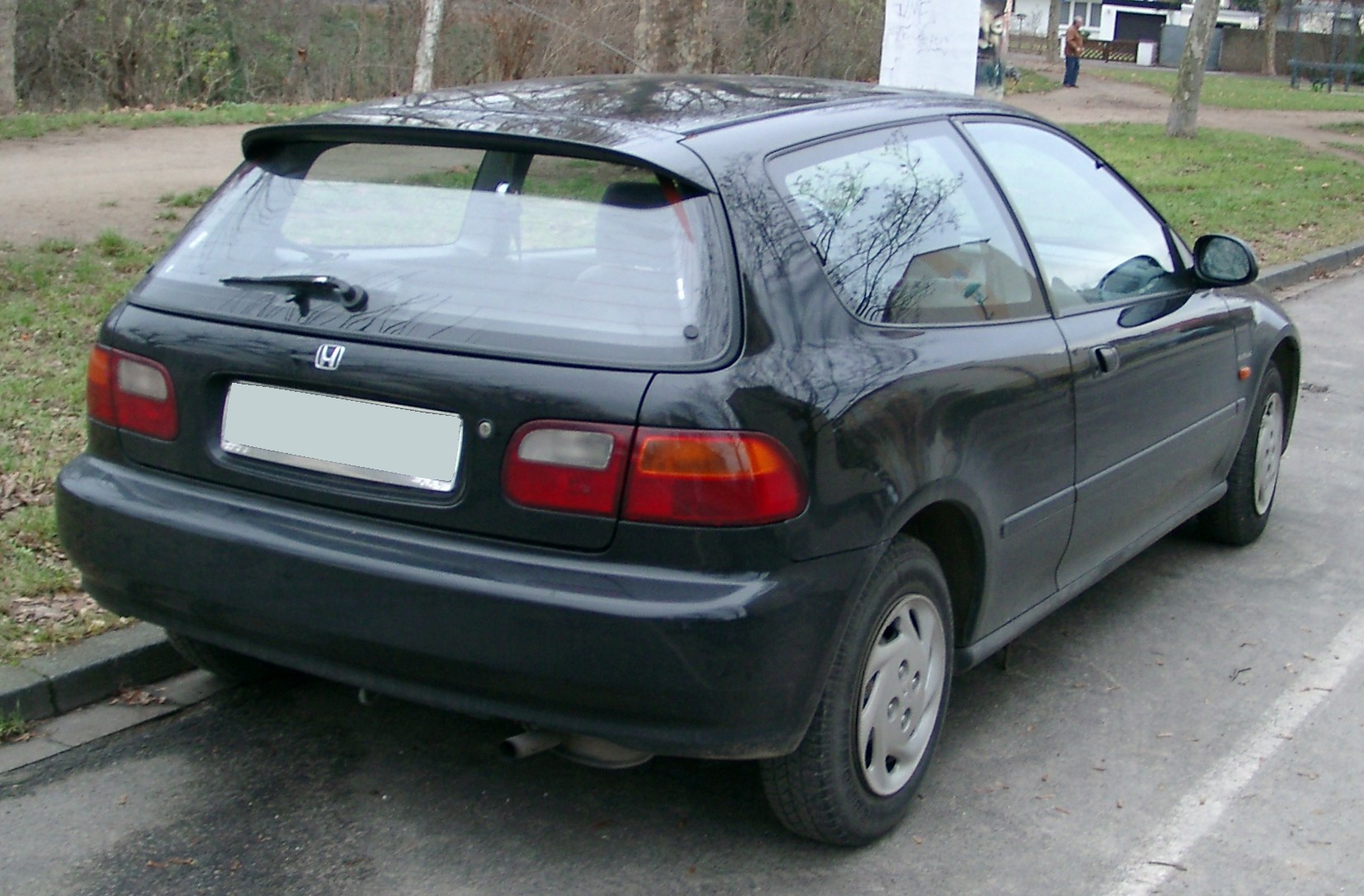
Heckansicht

| Modell | Modellcode | Ausführung | Bauzeit         | Hubraum  | Leistung kW (PS) | Motorcode | VTEC   | Nockenwelle | Gewicht (Automatik) |
| ------ | ---------- | ---------- | --------------- | -------- | ---------------- | --------- | ------ | ----------- | ------------------- |
| 1.3    | EG3        | LS         | 10/1992–09/1995 | 1343 cm³ | 55 (75)          | D13B2     | nein   | SOHC        | 925 kg (955 kg)     |
| 1.5i   | EG4        | LSi        | 10/1991–09/1995 | 1493 cm³ | 66 (90)          | D15B2     | nein   | SOHC        | 935 kg (965 kg)     |
| 1.5i   | EG4        | VEi        | 10/1991–09/1995 | 1493 cm³ | 66 (90)          | D15Z1     | VTEC-E | SOHC        | 935 kg (965 kg)     |
| 1.6i   | EG5        | ESi        | 10/1991–09/1995 | 1590 cm³ | 92 (125)         | D16Z6     | ja     | SOHC        | 985 kg (1045 kg)    |
| 1.6i   | EG6        | VTi        | 10/1991–09/1995 | 1595 cm³ | 118 (160)        | B16A2     | ja     | DOHC        | 1080 kg (1140 kg)   |

## Viertürer

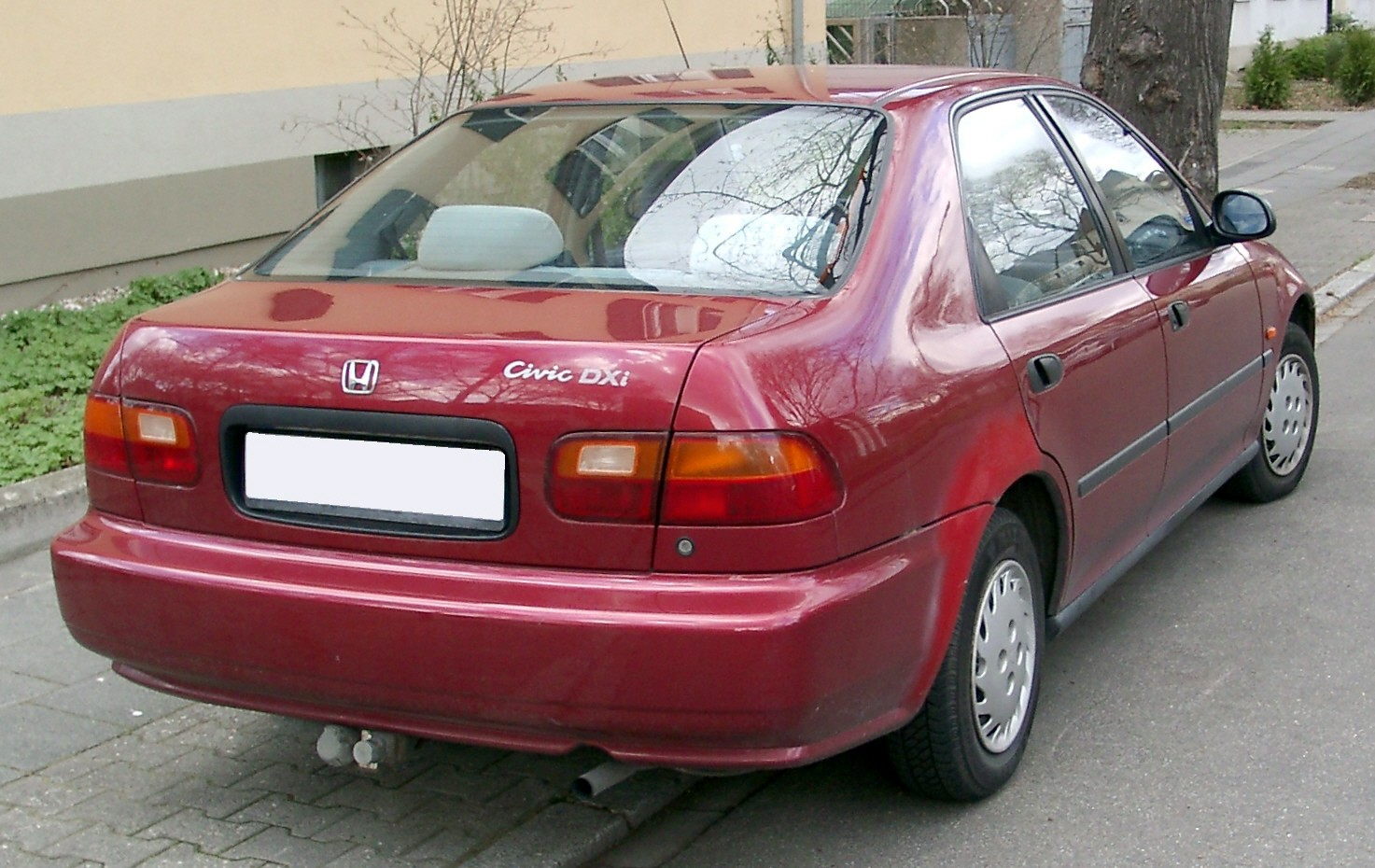
Honda Civic Limousine (1992–1996)

| Modell | Modellcode | Ausführung | Bauzeit         | Hubraum  | Leistung kW (PS) | Motorcode | VTEC   | Nockenwelle | Gewicht (Automatik) |
| ------ | ---------- | ---------- | --------------- | -------- | ---------------- | --------- | ------ | ----------- | ------------------- |
| 1.5i   | EG8        | LSi        | 05/1992–02/1996 | 1493 cm³ | 66 (90)          | D15B2     | nein   | SOHC        | 995 kg (1025 kg)    |
| 1.5i   | EG8        | VEi        | 05/1992–02/1996 | 1493 cm³ | 66 (90)          | D15Z1     | VTEC-E | SOHC        | 935 kg              |
| 1.6i   | EG9        | VTi        | 05/1992–02/1996 | 1595 cm³ | 118 (160)        | B16A2     | ja     | DOHC        | 1105 kg             |
| 1.6i   | EH9        | ESi        | 05/1992–02/1996 | 1590 cm³ | 92 (125)         | D16Z6     | ja     | SOHC        | 1030 kg (1060 kg)   |
| 1.6i   | EH1        | RTSi (4wd) | 05/1992–08/1995 | 1590 cm³ | 92 (125)         | D16Z6     | ja     | SOHC        |                     |

## Coupé

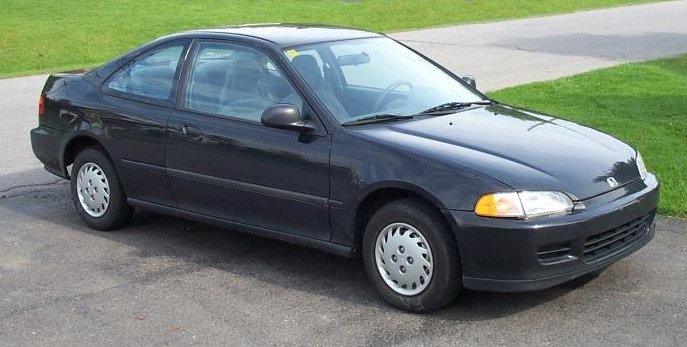
Honda Civic Coupé (1993–1996)

| Modell | Modellcode | Ausführung | Bauzeit         | Hubraum  | Leistung kW (PS) | Motorcode | VTEC | Nockenwelle |
| ------ | ---------- | ---------- | --------------- | -------- | ---------------- | --------- | ---- | ----------- |
| 1.6i   | EJ1        | ESi        | 01/1994–02/1996 | 1590 cm³ | 92 (125)         | D16Z9     | ja   | SOHC        |
| 1.6i   | EJ1        | ESi        | 01/1994–02/1996 | 1590 cm³ | 92 (125)         | D16Z6     | ja   | SOHC        |
| 1.5i   | EJ2        | LSi        | 08/1993–02/1996 | 1493 cm³ | 74 (101)         | D15B7     | nein | SOHC        |

## Targa

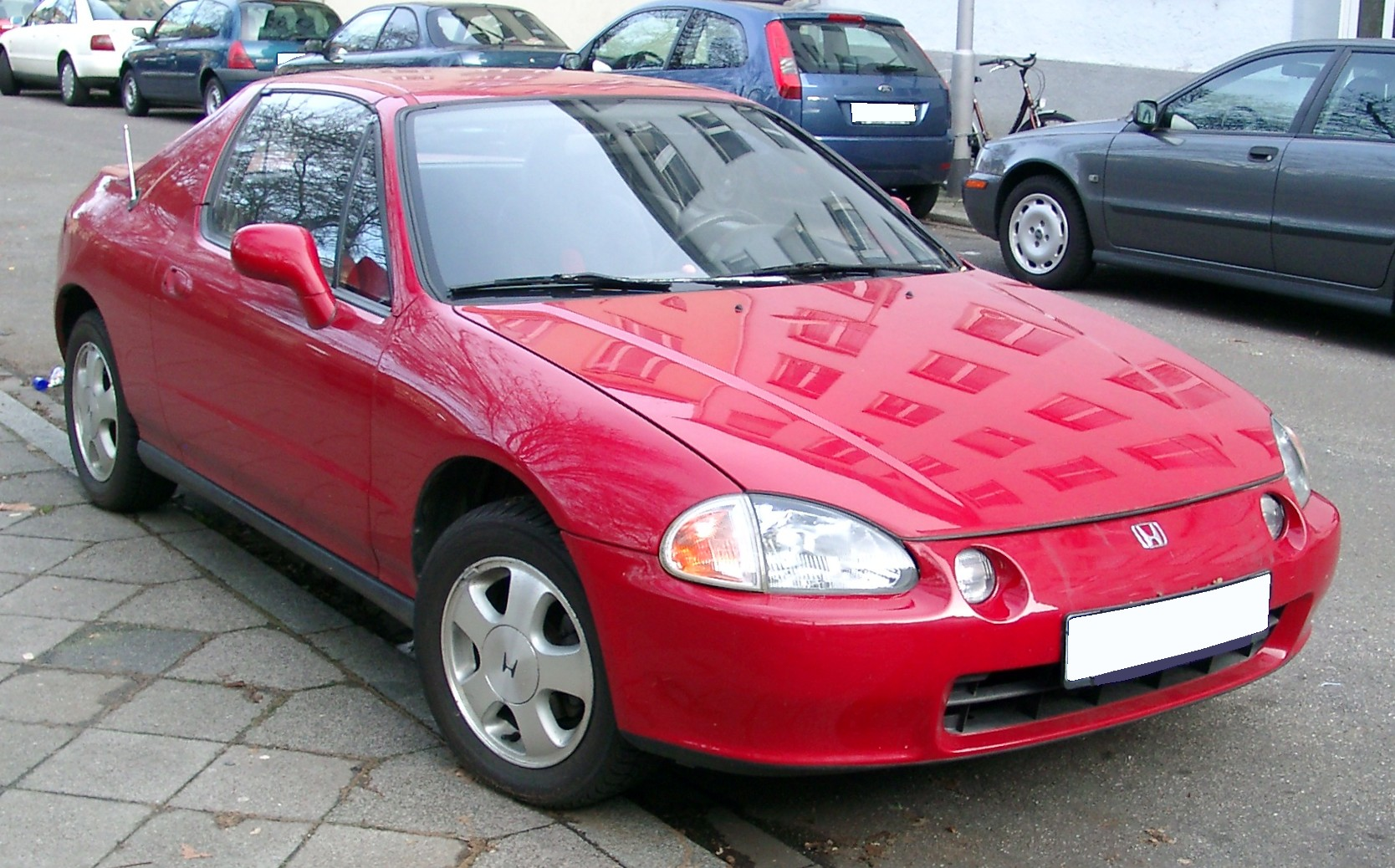
Honda Del Sol (1992–1998)

Ab März 1992 bot Honda der sportlich angehauchten Käuferschicht den Honda CRX del Sol an (in den USA bis 1995 auch „Civic del Sol“ genannt, in Europa Civic CRX bis 1994). Er basierte auf einer verkürzten Plattform des Civic Hatchback.
Es wurden zwei Leistungsstufen angeboten, die auf den verschiedenen Märkten mit unterschiedlichen Motoren erreicht wurden. In Nordamerika gab es traditionell zusätzlich eine dritte Einsteigerstufe.
Seit den Tagen des S800 bot Honda somit wieder ein Cabriolet an, welches dadurch bei Puristen nicht als dritte Generation des Sportcoupés angesehen wurde.
Kombiniert wurden die Motoren wiederum mit einem manuellen 5-Gang- oder einem automatischen 4-Gang-Getriebe.
Das Dach konnte manuell oder elektrisch entfernt werden.
| Modell | Modellcode | Ausführung | Bauzeit         | Hubraum  | Leistung kW (PS) | Motorcode | VTEC | Nockenwelle |
| ------ | ---------- | ---------- | --------------- | -------- | ---------------- | --------- | ---- | ----------- |
| 1.6i   | EG2        | VTi        | 03/1992–12/1998 | 1595 cm³ | 118 (160)        | B16A2     | ja   | DOHC        |
| 1.6i   | EH6        | ESi        | 03/1992–12/1998 | 1590 cm³ | 92 (125)         | D16Z6     | ja   | SOHC        |
| 1.6i   | EH6        | ESi        | 01/1997–12/1998 | 1590 cm³ | 92 (125)         | D16Y8     | ja   | SOHC        |